# NGC 4842
NGC 4842 este o astronomical radio source⁠(d) situată în constelația Părul Berenicei. A fost descoperită în 24 aprilie 1865 de către Heinrich Louis d'Arrest. Se află la o distanță de 106,9 megaparseci de Pământ.